# Богданов, Григорий Александрович
Григорий Александрович Богданов (6 марта 1930, Свистуновка — 30 мая 2009, Украина) — советский и украинский учёный в области зоотехники, редактор, академик ВАСХНИЛ (1979—1991).

## Биография
Родился 6 марта 1930 года в Свистуновке. В 1947 году поступил в Харьковский зоотехнический институт, который окончил в 1952 году. В 1952 году работал зоотехником в Харьковской и Ворошиловградской областях. С 1956 по 1976 год работал в НИИ животноводства Лесостепи и Полесья УССР, где он до 1963 года работал научным сотрудником, с 1963 по 1970 год заведовал отделом кормления сельскохозяйственных животных, одновременно с этим с 1969 по 1970 году назначен на должность заместителя директора, а с 1973 по 1976 год занимал должность директора. С 1970 по 1973 год занимал должность ректора и заведовал кафедрой кормления сельскохозяйственных животных Харьковского зооветеринарного института. В 1976 году переехал в Киев, где с 1976 по 1979 год занимал должность ректора Украинской сельскохозяйственной академии. С 1979 по 1990 год занимал должность заместителя председателя Президиума Южного отделения ВАСХНИЛ, с 1979 года — главный редактор журнала «Вісник сільськогосподарськоі науки». После распада СССР продолжил научную деятельность. С 1990 по 1996 год заведовал кафедрой Национального аграрного университета. С 1996 по 2000 год занимал должность академика-секретаря отделения животноводства, ветеринарной медицины и переработки продукции. С 2000 года по момент смерти занимал должность заместителя академика-секретаря отделения зоотехники Украинской аграрной академии наук.
Скончался 30 мая 2009 года на Украине.

## Научная деятельность
Основные научные работы посвящены разработке теоретических основ кормления сельскохозяйственных животных, технологии производства и использования кормов. Григорий Александрович — автор 500 научных работ, в том числе 20 монографий и учебников. Имеет также 27 авторских свидетельств и патентов на изобретения.

## Сочинения
- Богданов Г. А., Даниленко И. А. Кукуруза и сахарная свёкла в кормлении свиней / М.: Сельхозиздат, 1962. — 231 с.
- Богданов Г. А., ряд других авторов. Справочник по кормлению сельскохозяйственных животных, 1977.
- Богданов Г. А., Привало О. Е. Сенаж и силос. — М.: Колос, 1983. — 320 с.

## Награды
- 1971 — Орден Трудового Красного Знамени.
- 1980 — Орден Дружбы народов
- 1989 — Премия Совета Министров СССР
- Лауреат многих научных медалей СССР, РФ и Украины.
- 1996 — Заслуженный деятель науки и техники Украины.